# Volksbank Eppingen

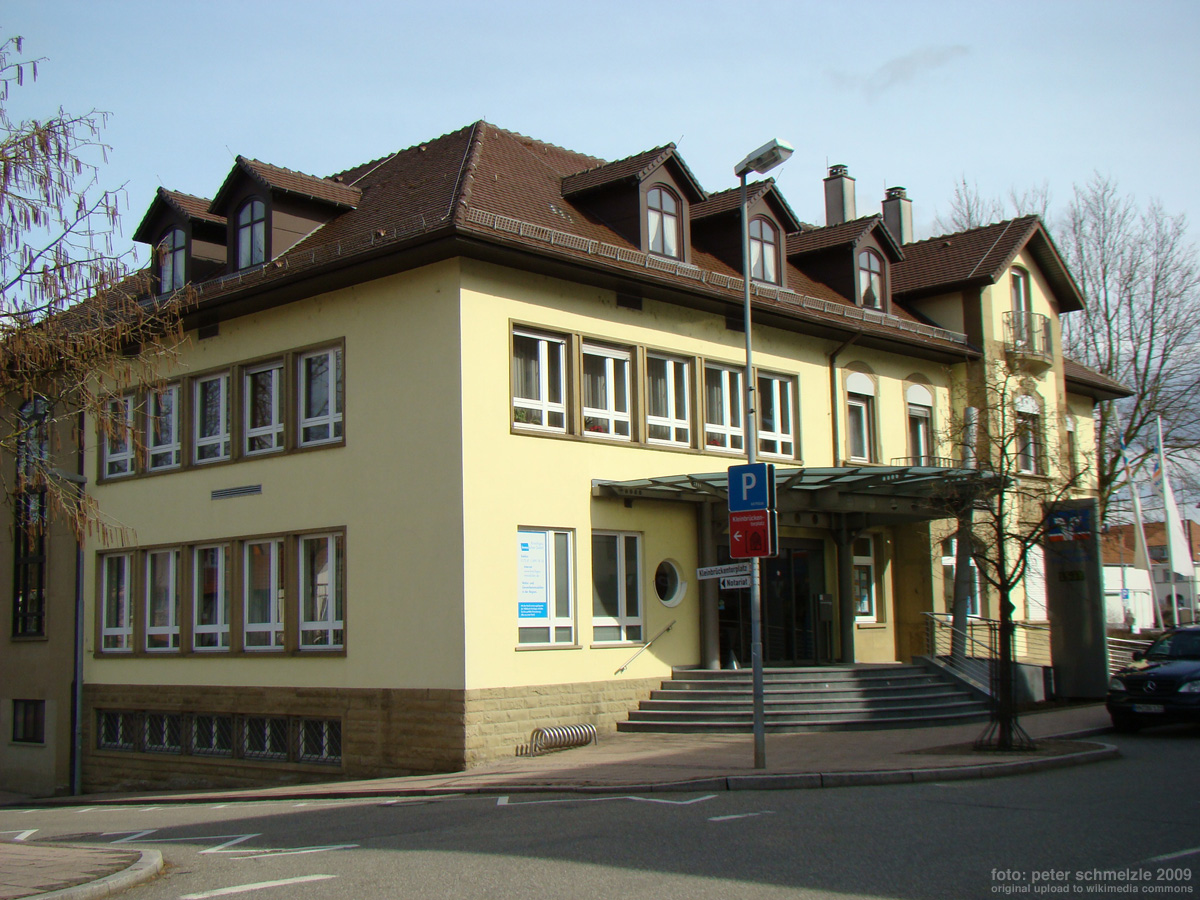
Ehemaliger Sitz in der Bahnhofstraße 23

Die ehemalige Volksbank Eppingen, eine selbständige Genossenschaftsbank von 1867 bis 1971, zählte zu den ersten Genossenschaftsbanken im heutigen Baden-Württemberg.

## Gründung
Auf Initiative von Oberamtmann Leutz, seit 1866 Leiter des Bezirksamtes Eppingen, fand die Gründungsversammlung des Kreditvereins Eppingen am 15. Dezember 1867 statt. 95 Bürger erklärten schriftlich ihren Beitritt. 14 Tage später hatte der neue Verein schon 217 Mitglieder aus dem gesamten Amtsbezirk. Auf der Mitgliederversammlung vom 28. Dezember 1867 wählten die Mitglieder die Leitung ihres Kreditvereins: Leutz (Oberamtmann) zum Vorsitzenden, Wilhelm (Medizinalrat) zum stellvertretenden Vorsitzenden, Stichs (Gerichtsnotar) zum Schriftführer, Bucherer (Notar) zum stellvertretenden Schriftführer. Weitere Mitglieder des Vorstandes waren: Rechtsanwalt Eppinger, Bezirksrat Jakob Gebhard, Kaufmann Ludwig Hochstetter und Bürgermeister Ludwig Lother. 1869 erfolgte der Beitritt zum Allgemeinen Deutschen Genossenschaftsverband.

## Genossenschaftsidee
Die Idee der Genossenschaft entstand in der Mitte des 19. Jahrhunderts. Fast gleichzeitig, aber noch unabhängig voneinander, entwickelten Friedrich Wilhelm Raiffeisen (1818–1888) und Hermann Schulze-Delitzsch (1808–1883) eine neue Unternehmensform: die Genossenschaft. Selbsthilfe durch freiwillige Kooperation lautete ihre Lösung gegen die Existenz-Krise des Mittelstandes.
1849 gründete Schulze-Delitzsch die erste Genossenschaft, die Schuhmacher-Assoziation. Durch gemeinsamen Einkauf konnten die Mitglieder höhere Rabatte erzielen. 1850 rief Schulze-Delitzsch den Vorschussverein ins Leben. Er war der Vorläufer der heutigen Volksbanken. 1864 gründete Raiffeisen die erste Kreditgenossenschaft Deutschlands, den Heddersdorfer Darlehenskassen-Verein. Jeder, der ein Darlehen bekommen wollte, musste Mitglied des Vereins sein. So wurden Kredite erstmals auch für die Landbevölkerung erschwinglich.

## Geschichte
Bürgermeister Heinrich Raußmüller wurde 1876 erster Direktor, noch ehrenamtlich, des Vorschussvereins. Ab 1. Januar 1879 wurden die Geschäfte in der Brettener Straße 39 in Eppingen, im Ladengeschäft des Kaufmanns Gustav Neudeck (Rechner von 1879 bis 1908), abgewickelt. 1878 konnte erstmals ein Bilanzgewinn ausgewiesen werden, 321,51 Gulden, die mit 3 % auf das eingezahlte Kapital als Dividende ausgeschüttet wurden. Die Bilanzsumme entwickelte sich bis 1908 auf 1,6 Millionen Mark.
Der 1910 erfolgte Umzug in das gekaufte und umgebaute Haus Baumbusch in der Bahnhofstraße 23 (das Gebäude steht heute unter Denkmalschutz, siehe dazu die Liste der Kulturdenkmale in Eppingen) zeigt, dass der Kreditverein sich gut entwickelte. Der Vorschussverein Eppingen wurde in Volksbank Eppingen umbenannt. Wesentlichen Anteil am Erfolg der Volksbank hatten Konrad Metzger (1896 bis 1928 Direktor), Adam Huber (1900 bis 1916 Kontrolleur und Kassierer) und Philipp Vielhauer (1928 bis 1957 Direktor).
Die beiden Weltkriege bremsten die Entwicklung der Bank und in deren Folge vernichtete die Inflation wesentliche Teile des Kapitals.
1967 feierte die Volksbank Eppingen eG ihr 100-jähriges Bestehen. Das Wirtschaftswunder zeigte sich auch in den Geschäftszahlen des Jubiläumsjahres 1967: Gesamtumsatz 600 Mill. DM, Kreditvolumen 16 Mill. DM, Eigenkapital 1,336 Mill. DM, 2.000 Mitglieder (Genossen) und über 15.000 Kundenkonten. Filialen existierten in Gemmingen, Mühlbach, Richen und Sulzfeld.
2001 fusionierte die Volksbank Eppingen mit den bereits 1997 zusammengeschlossenen Volksbanken Sinsheim und Bad Rappenau zur Volksbank Kraichgau eG.
2010 fusionierte die Volksbank Kraichgau eG mit der Volksbank Wiesloch eG zur neuen Volksbank Kraichgau Wiesloch-Sinsheim.